# Dispatches from Elsewhere
Dispatches from Elsewhere ist eine US-amerikanische Drama-Fernsehserie von und mit Jason Segel. Die Geschichte basiert auf der Dokumentation The Institute von Jeff Hull.

## Handlung
Peter führt ein freudloses, monotones Leben als arbeitender Single ohne Hobbys und ohne soziale Kontakte außerhalb seines Jobs. Auf seinem Arbeitsweg fallen ihm immer wieder aufgehängte Plakate an Laternenmasten auf, bis er eines Tages eine der annoncierten Telefonnummern kontaktiert. Mit dieser Handlung versetzt er sich inmitten einer Schnitzeljagd, bei der er einige der zahlreichen Mitspieler näher kennenlernt: Simone, eine heitere, transidente Frau Anfang 20, Janice, eine ältere Frau, deren Leben sich überwiegend um ihren durch einen Schlaganfall pflegebedürftigen Ehemann dreht, und Fredwynn, ein hochbegabter Datenspezialist. Gemeinsam begeben sie sich auf die abenteuerliche Suche nach einem Mädchen namens Clara und geraten bald zwischen die Fronten des Jejune-Instituts und der Anderswo-Gesellschaft.

## Besetzung
Die Synchronisation der Serie wurde bei der VSI Synchron nach einem Dialogbuch und unter der Dialogregie von Katharina Gräfe erstellt.
| Figur           | Darsteller       | Deutscher Sprecher |
| --------------- | ---------------- | ------------------ |
| Peter           | Jason Segel      | Dennis Schmidt-Foß |
| Fredwynn        | André 3000       | Florian Halm       |
| Simone          | Eve Lindley      | Anja Stadlober     |
| Octavio Coleman | Richard E. Grant | Frank Röth         |
| Janice Foster   | Sally Field      | Cornelia Meinhardt |

## Episodenliste
| Nr. | Deutscher Titel       | Originaltitel   | Erstausstrahlung USA | Deutschsprachige Erstveröffentlichung (D/A/CH) | Regie            | Drehbuch                                     |
| --- | --------------------- | --------------- | -------------------- | ---------------------------------------------- | ---------------- | -------------------------------------------- |
| 1   | Peter                 | Peter           | 1. März 2020         | 8. Mai 2020                                    | Jason Segel      | Jason Segel                                  |
| 2   | Simone                | Simone          | 2. März 2020         | 8. Mai 2020                                    | Wendey Stanzler  | Jason Segel                                  |
| 3   | Janice                | Janice          | 9. März 2020         | 8. Mai 2020                                    | Michael Trim     | Jordan Harrison & Jason Segel                |
| 4   | Fredwynn              | Fredwynn        | 16. März 2020        | 8. Mai 2020                                    | Michael Trim     | Qui Nguyen                                   |
| 5   | Clara                 | Clara           | 23. März 2020        | 8. Mai 2020                                    | Alethea Jones    | Mark Friedman                                |
| 6   | Jeder von uns         | Everyone        | 30. März 2020        | 8. Mai 2020                                    | Ariel Kleiman    | Eva Anderson                                 |
| 7   | Die Höhle von Kelpius | Cave of Kelpius | 6. Apr. 2020         | 8. Mai 2020                                    | Marta Cunningham | Ashley Lyle & Bart Nickerson                 |
| 8   | Lee                   | Lee             | 13. Apr. 2020        | 8. Mai 2020                                    | Michael Trim     | Ashley Lyle, Bart Nickerson & Bianca Ursillo |
| 9   | Die Erfinderin        | The Creator     | 20. Apr. 2020        | 8. Mai 2020                                    | Keith Gordon     | Mark Friedman                                |
| 10  | Der Junge             | The Boy         | 27. Apr. 2020        | 8. Mai 2020                                    | Charlie McDowell | Jason Segel                                  |